# Kings Island
Kings Island è un parco divertimenti situato a 39 km nord-est di Cincinnati, vicino a Mason, in Ohio. Di proprietà e gestione della Cedar Fair Entertainment Company, il parco fu inaugurato nel 1972 da parte della Taft Broadcasting Company. Faceva parte di un piano per spostare ed espandere Coney Island, una nota destinazione turistica situata lungo le rive del fiume Ohio, che era soggetta a frequenti allagamenti. Dopo oltre 300 milioni di dollari di investimenti, il parco tuttora offre oltre 100 attrazioni, tra cui quattordici montagne russe e un parco acquatico di 134000 m².
A una delle attrazioni più conosciute del parco, The Racer, è spesso attribuito il rilancio dell'interesse mondiale per le montagne russe durante gli anni '70. Altre, come The Beast e Banshee, hanno stabilito diversi record mondiali, alcuni dei quali ancora gli appartengono. Il più grande investimento nella storia del parco è stato compiuto per Orion, un gigacoaster che aprirà nel 2020. Il parco ha anche passato periodi "neri", in particolare dopo le chiusure premature delle montagne russe The Bat e Son of Beast.
Kings Island è diviso in diverse aree tematiche e opera stagionalmente da inizio primavera fino ad autunno, riaprendo parzialmente per il Winterfest durante le festività natalizie. Nel 2017 Kings Island era il secondo parco di divertimenti stagionale più visitato negli Stati Uniti, solo dietro a Cedar Point, con circa 3,47 milioni di visitatori, e il terzo in Nord America, dove il primo in classifica era Canada's Wonderland. Inoltre, Kings Island ha vinto i Golden Ticket Awards di Amusement Today per la "miglior area per bambini" per diciotto anni consecutivi (2001–2018) e per la "miglior nuova attrazione" nel 2017 con Mystic Timbers.

## Storia
Kings Island fu concepito già nel 1964 quando Coney Island, un famoso parco divertimenti 16 km a est dal centro di Cincinnati, sulle rive del fiume Ohio, fu soggetto di una forte inondazione che sommerse l'area con oltre 4,3 metri d'acqua. Sebbene inondazioni occasionali fossero comuni nel parco, l'alluvione del 1964 fu la quarta più disastrosa mai registrata e causò danni considerevoli e, di fronte a uno spazio già limitato per l'espansione e per il parcheggio, l'evento avviò discussioni interne riguardo ad una possibile ricollocazione del parco.
Il coordinatore era Gary Wachs, figlio del direttore di Coney Island, Ralph Wachs, che con amici e familiari possedeva la maggioranza delle azioni del parco; egli decise che era tempo di spostare il parco per contrastare la concorrenza. Dopo anni di ricerche e viaggi all'estero, Wachs presentò al consiglio di amministrazione idee per un nuovo parco a tema. Alcuni membri del consiglio si dichiararono contrari alla ricollocazione, tra cui Charles Sawyer, un importante azionista, e il progetto non fu preso in considerazione fino al 1968, quando l'attore Fess Parker annunciò di avere intenzione di costruire un parco a tema concorrente nel nord del Kentucky. L'annuncio fece riconsiderare al consiglio di amministrazione la proposta di Wachs, che fu in seguito approvata.
Gary incontrò il presidente della Taft Broadcasting Company per discutere di una possibile fusione e, nel luglio 1969, Taft acquistò Coney Island per 6,5 milioni di dollari. Poco dopo la società s'impadronì, per un ulteriore somma di 3,2 milioni di dollari, di anche 6,48 km² di terreno nella contea di Warren, in Ohio, di cui il parco al 2005 ne possiede ancora 3,13 km². Il terreno si trova tra la Interstate 71 e il fiume Little Miami in quella che allora faceva parte della municipalità di Deerfield. A seguito dell'acquisto, Fess Parker si trovò a mancare finanziamento per il suo parco e il suo piano di costruire un parco a tema fu abbandonato.

### Taft Broadcasting e KECO (1970–1992)
La costruzione del parco cominciò il 15 giugno 1970. Più tardi quell'anno fu indetto un concorso pubblico per dare un nome al nuovo parco, e "Kings Island" ne uscì il nome più popolare. La maggior parte delle giostre di Coney Island furono trasferite, mentre gran parte di ciò che rimase fu demolito; tuttavia, la famosa attrazione Sunlite Pool di Coney Island continuò a funzionare e il parco sarebbe stato parzialmente restaurato anni dopo.
Meno di due anni dopo l'acquisto del lotto, Kings Island aprì i suoi cancelli al pubblico il 29 aprile 1972, mentre l'inaugurazione ufficiale si tenne il mese successivo, precisamente il giorno 27 maggio 1972.

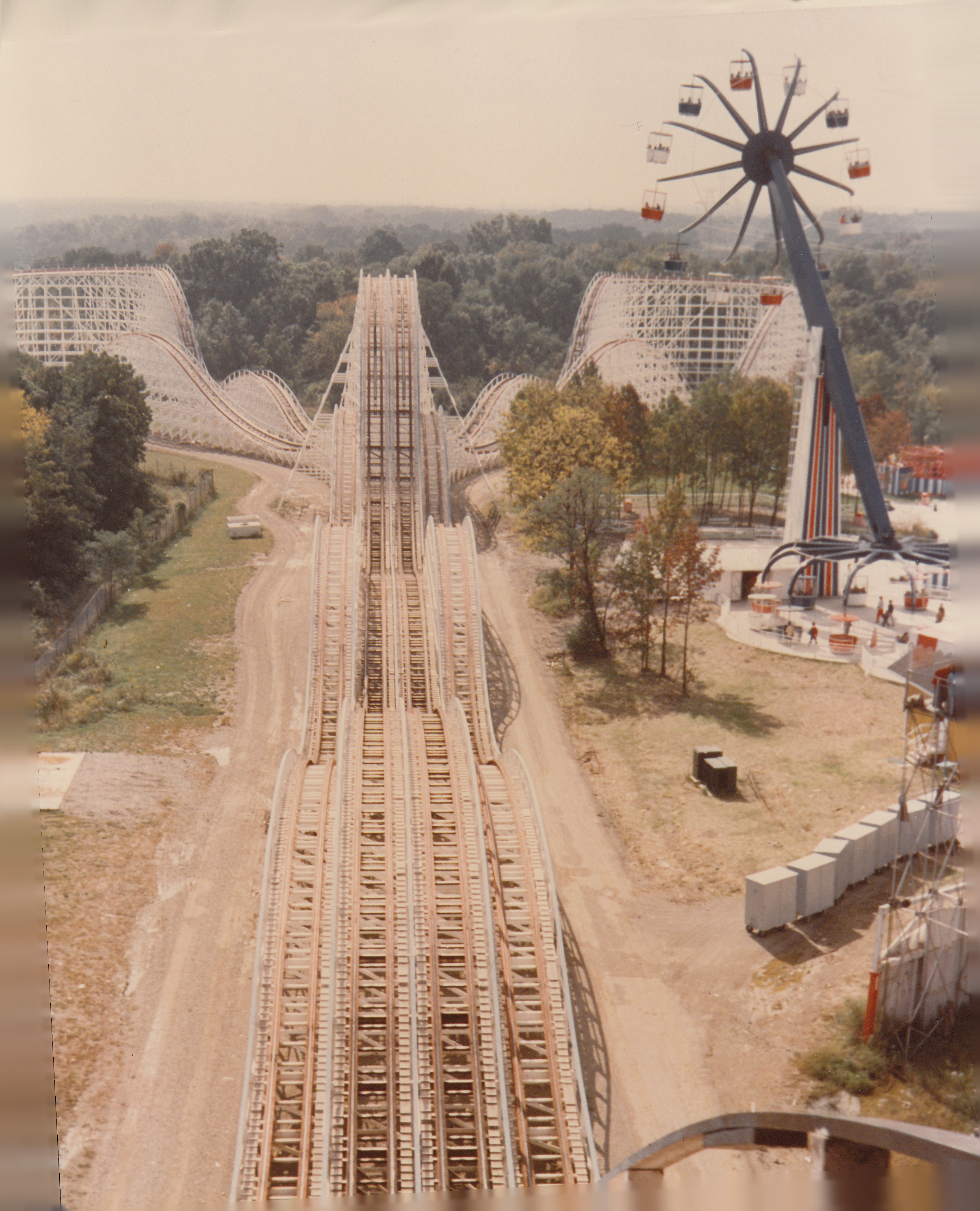
Foto del parco negli anni '70

Una delle prime principali attrazioni del parco fu The Racer, una montagna russa in legno composta da due treni che correvano fianco a fianco su due tracciati identici. Progettato dal designer John C. Allen, The Racer fu il primo del suo genere in 35 anni e fu parte integrante del "rinascimento" delle montagne russe negli anni '70. Qualche decennio più tardi, nel 2007, gli sarebbe stata conferita la targa "Roller Coaster Landmark" da parte degli American Coaster Enthusiasts (ACE) per la sua rilevanza storica. L'attrazione più costosa ad aprire con il parco fu Enchanted Voyage, una dark ride che presentava oltre 100 personaggi animatronici di Hanna-Barbera e che costò 2 milioni di dollari.
Nel 1979, per fare notizia, il parco aprì una montagna russa in legno dal nome di The Beast, al suo tempo la più alta, la più veloce e ancora oggi la più lunga al mondo del suo genere. Fu progettata e prodotta internamente dal parco stesso.
Dopo il successo iniziale arrivarono tempi difficili, attorno agli anni '80, per il parco. Kings Island strinse una partnership con Arrow Development, un'azienda costruttrice di attrazioni famosa per le sue creazioni a Disneyland e Disney World, per sviluppare un concetto rivoluzionario di montagne russe. The Bat fu aperto al pubblico nel 1981 come primo suspended coaster al mondo. Sebbene fosse stato ben recensito da coloro che ebbero possibilità di provarla, presentava difetti di progettazione e richiedeva una costante attività di manutenzione che portarono a temporanee e frequenti chiusure nel corso dei suoi brevi 3 anni di vita. A seguito della chiusura di The Bat, il parco inaugurò presto, nel 1984, Il primo stand-up coaster al mondo, King Cobra.
Kings Island subì una serie di cambi di gestione nei tempi a venire. Nel 1984 Taft Broadcasting vendette la sua divisione dei parchi a tema, per 167,5 milioni di dollari, alla Kings Entertainment Company (KECO), una società di recente formazione. Tre parchi, quali Kings Island, Kings Dominion e Carowinds, furono coinvolti nell'acquisto. Tre anni dopo, nel 1987, Kings Island fu venduto singolarmente all'American Financial Corporation, guidata dall'uomo d'affari Carl Lindner. L'accordo prevedeva un contratto con KECO con il quale quest'ultima avrebbe continuato a gestire le operazioni del parco. Inoltre KECO, che mantenne la proprietà degli altri due parchi, comprò anche California's Great America nel 1989.

### Paramount's Kings Island (1992–2006)

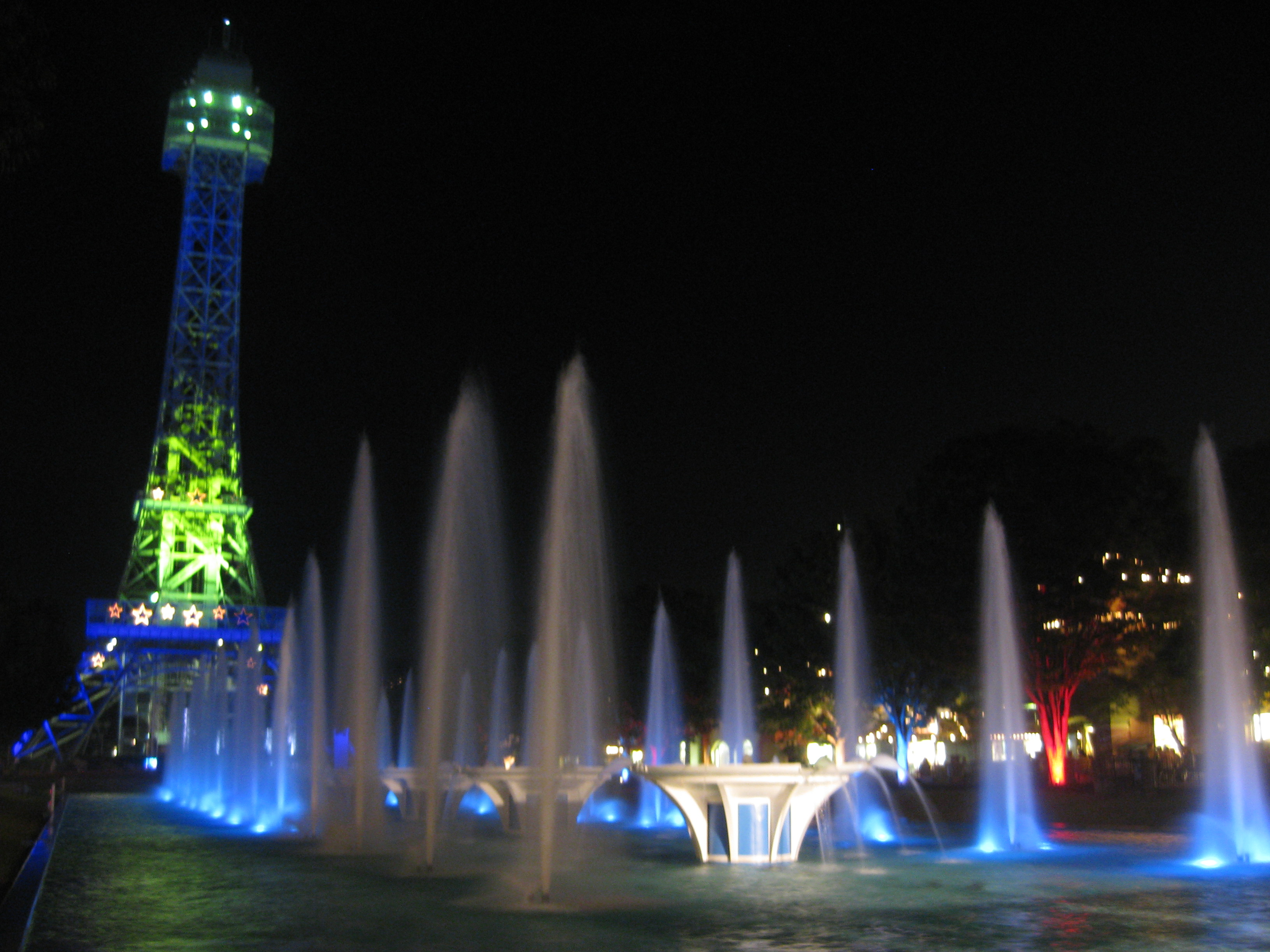
La Torre Eiffel e le fontane di notte

Nel 1992 Paramount Communications Inc. acquistò KECO e le sue proprietà, tra cui Kings Island, dalla American Financial Corporation, con un accordo dal valore di 400 milioni di dollari. Paramount poi costituì una nuova divisione dei parchi a tema, nota come Paramount Parks. Nel 1993 acquisì anche Canada's Wonderland, portando a cinque il numero dei parchi a tema di sua proprietà.
Nel 1997, un anno dopo aver lasciato la municipalità Deerfield, la città di Mason annesse gran parte di Kings Island. Il 14 giugno 2005 Viacom, che acquistò Paramount nel 1994, annunciò la decisione di dividersi in due società, Viacom e CBS Corporation, e che CBS avrebbe ereditato Paramount Parks. Sette mesi dopo, nel gennaio 2006, la CBS dichiarò l'intenzione di vendere la sua divisione dei parchi a tema. L'amministratore delegato della CBS Leslie Moonves affermò che, nonostante l'operato di Paramount Parks fosse proficuo e redditizio, era "uno che non si adatta alla nostra strategia fondamentale".

### Cedar Fair (2006–oggi)
Il 30 giugno 2006 CBS annunciò la vendita di Paramount Parks per circa 1,24 miliardi di dollari alla Cedar Fair Entertainment Company. L'acquisizione di Kings Island diede a Cedar Fair la proprietà dell'ultimo dei tre maggiori parchi di divertimento in Ohio, assieme a Cedar Point e Geauga Lake (quest'ultimo fu però acquistato da Six Flags nel 2004). Parte dell'accordo consentiva a Kings Island di continuare a utilizzare temi e personaggi di Nickelodeon per quattro anni e altri marchi correlati a Paramount per dieci anni, con la possibilità di estendere la licenza su entrambi. Cedar Fair optò per un accordo con Paramount per rimuovere il loro marchio dopo una stagione soltanto.

## Attrazioni e aree tematiche

### Action Zone
Action Zone fu aperta nel 1974 come Lion Country Safari, una sezione di 0,4 km² del parco con una monorotaia che portava i passeggeri in un tour safari. Nel corso degli anni è stato caratterizzato da attrazioni come Screamin' Demon (1977-1987) e King Cobra (1984-2001), il primo stand-up coaster al mondo a presentare un'inversione.
L'attrazione più nota dell'area è stata Son of Beast, ottovolante in legno aperto nel 2000. Era la montagna russa più alta e più veloce del mondo e la prima in legno a presentare un giro della morte. A seguito di una serie di problemi strutturali e di due incidenti, l'attrazione fu chiusa definitivamente nel 2009 e fu demolita nel 2012. Altre attrazioni degne di nota sono Delirium (2003), come il più grande Frisbee al mondo, e Banshee (2014), l'inverted coaster più lungo al mondo, costruito nel posto occupato in precedenza da Son of Beast.
| Nome                    | Apertura | Costruttore           | Tipo                                          |
| ----------------------- | -------- | --------------------- | --------------------------------------------- |
| Banshee                 | 2014     | Bolliger & Mabillard  | Montagna russa in acciaio (inverted coaster)  |
| The Bat                 | 1993     | Arrow Dynamics        | Montagna russa in acciaio (suspended coaster) |
| Congo Falls             | 1988     | Intamin               | Shoot the Chute                               |
| Delirium                | 2003     | HUSS Park Attractions | Frisbee                                       |
| Drop Tower: Scream Zone | 1999     | Intamin               | Gyro Drop                                     |
| Invertigo               | 1999     | Vekoma                | Invertigo                                     |
| Xtreme Skyflyer         | 1995     | Sky Fun 1 Inc.        | Dual Swing                                    |

### Coney Mall
L'area di Coney Mall è dedicata al parco suo predecessore, Coney Island. Fu costruita per assomigliare al layout in stile carnevalesco dell'ex parco e vi furono trasferite molte giostre da quest'ultimo, tra cui Monster, Scrambler e Dodgem. Una delle attrazioni principali durante l'anno inaugurale del parco, The Racer, si trovava in quest'area.
| Nome                      | Apertura | Costruttore                    | Tipo                    |
| ------------------------- | -------- | ------------------------------ | ----------------------- |
| Dodgem                    | 1986     | Preston & Barbieri             | Autoscontro             |
| Kings Mills Antique Autos | 2019     | Gould Manufacturing            | Giro in auto d'epoca    |
| Monster                   | 1972     | Eyerly Aircraft Co.            | Eyerly Monster          |
| Scrambler                 | 1972     | Eli Bridge Company             | Scrambler               |
| Shake, Rattle & Roll      | 1975     | HUSS Park Attractions          | Troika                  |
| The Racer                 | 1972     | Philadelphia Toboggan Coasters | Montagna russa in legno |
| Windseeker                | 2011     | Mondial                        | WindSeeker              |
| Zephyr                    | 1986     | Zierer                         | Wave Swinger            |

#### X-Base
X-Base è una sub-area di Coney Mall aperta nel 2007. Dispone di due attrazioni.
| Nome           | Apertura | Costruttore          | Tipo                                         |
| -------------- | -------- | -------------------- | -------------------------------------------- |
| Flight of Fear | 1996     | Premier Rides        | Montagna russa in acciaio (launched coaster) |
| Orion          | 2020     | Bolliger & Mabillard | Montagna russa in acciaio (gigacoaster)      |

### Altre aree
Altre aree del parco sono:
- International Street, area al cuore del parco, dietro l'ingresso principale;
- Oktoberfest, area tematizzata in stile tedesco, cui nome richiama al noto festival;
- Planet Snoopy, area per bambini, votata la migliore al mondo per 18 anni consecutivi dai Golden Ticket Awards di Amusement Today;
- Rivertown, area in stile western;
- Soak City, un parco acquatico di 134000 m².

## Eventi

### Halloween Haunt
Halloween Haunt è un evento a tema Halloween che è attivo nei fine settimana da settembre a ottobre. Presenta case infestate, labirinti, spettacoli dal vivo e la maggior parte delle attrazioni della stagione normale del parco. Effetti speciali di illuminazione e nebbia sono utilizzati in tutto il parco e attori in costume interagiscono con gli ospiti.

### Winterfest
Dopo un'assenza di dodici anni, nel 2016 il parco confermò che Winterfest sarebbe tornato nel 2017. L'annuale festival a tema natalizio è attivo da metà novembre a fine dicembre e presenta una pista di pattinaggio sul ghiaccio. Numerose attrazioni sono aperte e International Street si trasforma in un villaggio invernale.

## Avvenimenti di rilevanza

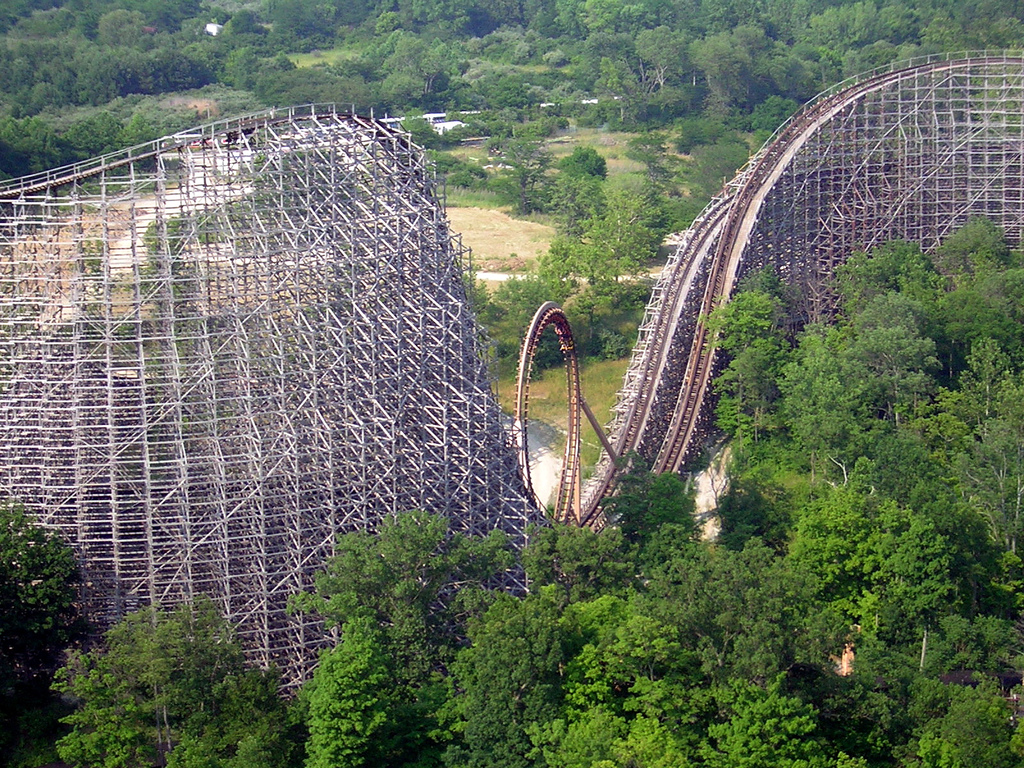
Il giro della morte di Son of Beast

- 1979: Kings Island apre The Beast, la montagna russa più alta, più veloce e più lunga del mondo al tempo.
- 1981: Il parco introduce The Bat, il primo inverted coaster moderno permanente. Tuttavia, afflitto da problemi meccanici e difetti, fu rimosso solo tre anni dopo, nel 1984.
- 1982: Kings Island introduce Winterfest, un evento festivo natalizio che va da fine novembre a dicembre. L'evento annuale fu interrotto dopo la stagione 1992, tornato solo per un anno nel 2005, prima di tornare definitivamente nel 2017.
- 1984: King Cobra viene aperto come il primo propriamente stand-up coaster al mondo.

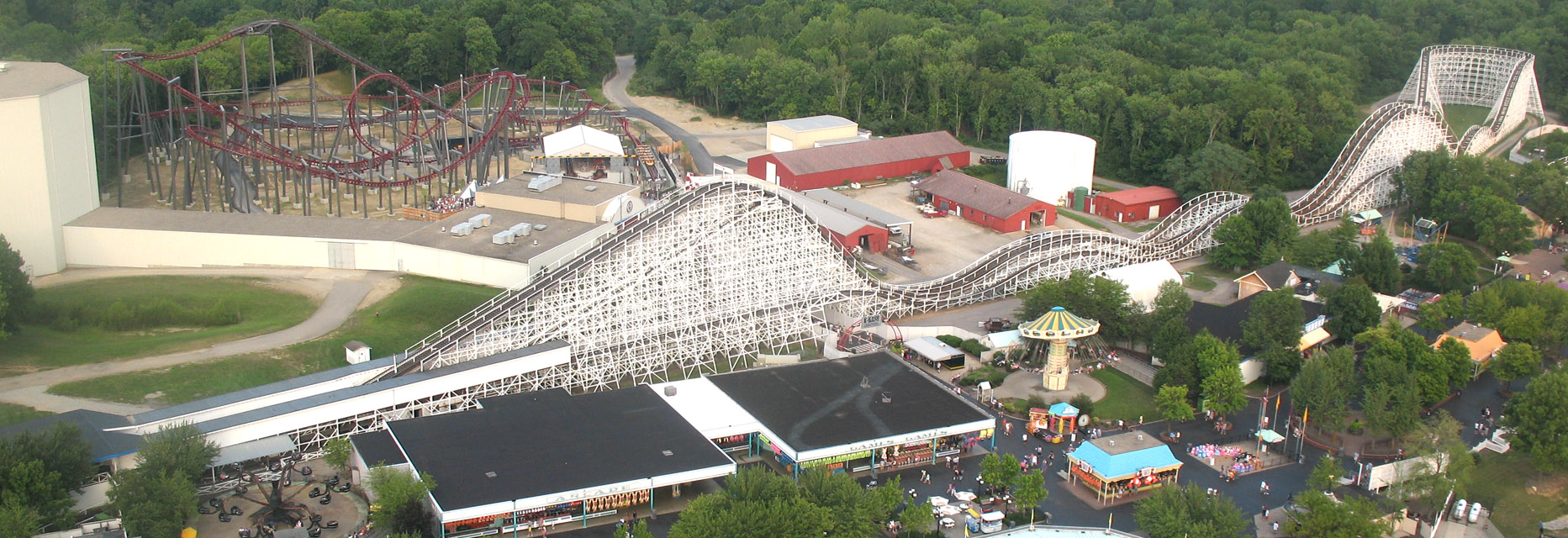
Panoramica di The Racer, Firehawk e Flight of Fear

- 1987: Vortex viene aggiunto al parco e per breve tempo detiene il record di montagna russa con più inversioni (6).
- 1999: l'area Adventure Village di Kings Island inizia un ampliamento lungo due anni per ri-energizzare l'area.
- 2000: Son of Beast viene aperto come la montagna russa in legno più alta e veloce al mondo, e la prima a presentare un'inversione, che in questo caso si trattava di un giro della morte. Presentato come sequel della leggendaria preesistente The Beast, Son of Beast è stato anche il primo hypercoaster del parco.

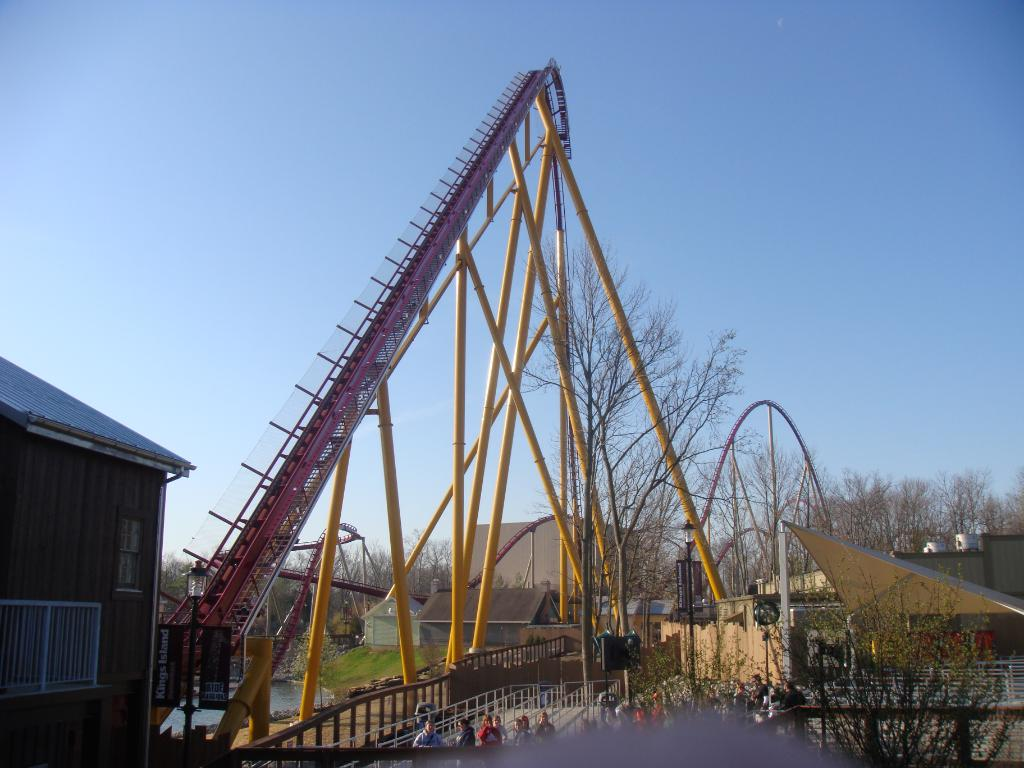
Risalita di Diamondback

- 2007: Kings Island presenta Firehawk, un flying coaster di Vekoma.
- 2009: viene aperto un hypercoaster d'acciaio di Bolliger & Mabillard chiamato Diamondback.
- 2010: l'area per bambini Nickelodeon Universe viene ri-tematizzata a Planet Snoopy.
- 2012: il parco acquatico Soak City, annunciato il 2 settembre 2011, viene aperto.
- 2014: l'inverted coaster più lungo al mondo, Banshee, viene aperto nella posizione precedentemente occupata da Son of Beast e Thunder Alley.
- 2017: viene aggiunto Mystic Timbers, un ottovolante in legno prodotto da Great Coasters International. Il Winterfest viene ripreso.
- 2018: Firehawk viene definitivamente chiuso a ottobre.

## Premi e riconoscimenti
- Golden Ticket Award di Amusement Today per la migliore area per bambini (2001–2018)
- Premio di NAPHA per la migliore nuova attrazione del 2009 (Diamondback)
- Report di Themed Entertainment Association che pone Kings Island al terzo posto tra i parchi di divertimento stagionali in Nord America, con circa 3,47 milioni di visitatori nel 2017